# كينيتشي أوغاتا
كينيتشي أوغاتا (緒方賢一 أوغاتا كينيتشي) هو ممثل ياباني ولد في 29 مارس 1942 في تاغاوا، فوكوكا.

## أدواره في الأنمي

### مسلسلات أنمي تلفزيونية
- رانما ½ - غينما ساوتومي
- إينوياشا - ميوغا
- إينوياشا: الجزء الأخير - ميوغا
- ياشاهيمي: أميرة أنصاف الشياطين - ميوغا
- المحقق كونان - الدكتور اغاسا
- بلود+ - تيد أدامز
- تو لاف-رو - المدير
- كآبة هاروهي سوزوميا - شاميسين
- يو يو هاكوشو - تاروكاني
- الرقيب كيرورو - والد الرقيب كيرورو
- ذا بيغ أو - ميغيل سولدانو
- جوشين إنبو - سونّي
- رؤيا إسكافلوني - رئيس الميكانيكيين
- زعيم المحاربين - شاولين
- شعلة ريكا - كوكو
- موياشيمون - والد كي يوكي
- سنغوكو باسارا تو - شيمازو يوشيهيرو
- ترايغان - نيبراسكا
- كارنفال - الطبيب
- نيسيكوي - والد راكو إيتشيجو
- كوبرا ذي أنيميشن - ميك/ميلو
- معرض الفن المزيف - سويسين كامو
- أسرار المحيط - ياطر
- سهم الفضاء - نادر
- أوشيو وتورا - نادوكا
- ون بنتش مان - دكتور كوسينو
- تيلز أوف زيستيريا ذا كروس - الجد
- بلاد الطير - خليل
- أكاديميتي للأبطال - غران تورينو
- البدلة المتنقلة جاندام - دينيم
- نهضة بطل الدرع - تاجر العبيد
- داي الشجاع (2020) - بلاس

### أنمي الإنترنت
- نيورون تشورويا-سان - شاميسين

### أفلام أنمي
- رانما ½: معركة مخالفة القوانين - غينما ساوتومي
- رانما ½: مهمة استعادة العروس - غينما ساوتومي
- رانما ½: فريق رانما ضد الفنيق الأسطوري - غينما ساوتومي
- إينوياشا: مشاعر تتخطى الزمان - ميوغا
- إينوياشا: قلعة الخيال داخل المرآة - ميوغا
- إينوياشا: سيف السيطرة على العالم - ميوغا
- إينوياشا: جزيرة هوراي القرمزية - ميوغا
- سلسلة أفلام المحقق كونان
  - المحقق كونان: العد التنازلي لناطحة السحاب - الدكتور اغاسا
  - المحقق كونان: الهدف الرابع عشر - الدكتور اغاسا
  - المحقق كونان: ساحر القرن الأخير - الدكتور اغاسا
  - المحقق كونان: أسير في عينيها - الدكتور اغاسا
  - المحقق كونان: عد تنازلي إلى الجنة - الدكتور اغاسا
  - المحقق كونان: خيال شارع بيكر - الدكتور اغاسا
  - المحقق كونان: تقاطع طرق في العاصمة القديمة - الدكتور اغاسا
  - المحقق كونان: ساحر السماء الفضية - الدكتور اغاسا
  - المحقق كونان: إستراتيجية ما فوق الأعماق - الدكتور اغاسا
  - المحقق كونان: لحن وداع المتحرين - الدكتور اغاسا
  - المحقق كونان: علم القراصنة في عرض المحيط - الدكتور اغاسا
  - المحقق كونان: لحن كامل من الرعب - الدكتور اغاسا
  - المحقق كونان: المطارد الأسود - الدكتور اغاسا
  - المحقق كونان: السفينة الضائعة في السماء - الدكتور اغاسا
  - المحقق كونان: 15 دقيقة من الصمت - الدكتور اغاسا
  - المحقق كونان: المهاجم الحادي عشر - الدكتور اغاسا
  - المحقق كونان: عين خفية في البحر البعيد - الدكتور اغاسا
  - لوبين الثالث ضد المحقق كونان: الفيلم - الدكتور اغاسا
  - المحقق كونان: قناص من بعد آخر - الدكتور اغاسا
  - المحقق كونان: تباعات الشمس الجهنمية - الدكتور اغاسا
  - المحقق كونان: الكابوس الأشد سوادا - الدكتور اغاسا
  - المحقق كونان: رسالة الحب القرمزية - الدكتور اغاسا
  - المحقق كونان: جلاد زيرو - الدكتور اغاسا
  - المحقق كونان: القبضة اللازوردية - الدكتور اغاسا
- سلسلة أفلام بريك بليد
  - بريك بليد: الفصل الأول «وقت النهوض» - القائد تول
  - بريك بليد: الفصل الثاني «مفترق الطرق» - القائد تول
  - بريك بليد: الفصل الثالث «جرح سيف القاتل» - القائد تول
  - بريك بليد: الفصل الرابع «حصن الحزن» - القائد تول

## أدواره في ألعاب الفيديو
- سنغوكو باسارا: ساموراي هيروز - يوشيهيرو شيمازو
- سلسلة ألعاب سوبر روبوت وورز
  - سوبر روبوت تايسن كومبليت بوكس - دينيم
- كراش باش - أكو أكو
- ماي هيرو ونز جاستيس - غران تورينو
- ماي هيرو ونز جاستيس 2 - غران تورينو

## أدواره في الدبلجة اليابانية
- الضاحكون - برين
- بينكي وبرين - برين

## وصلات خارجية
- كينيتشي أوغاتا على موقع IMDb (الإنجليزية)
- كينيتشي أوغاتا على موقع ألو سيني (الفرنسية)
- كينيتشي أوغاتا على موقع ميوزك برينز (الإنجليزية)
- كينيتشي أوغاتا على موقع قاعدة بيانات الفيلم (الإنجليزية)
- كينيتشي أوغاتا على موقع كينوبويسك (الروسية)
- كينيتشي أوغاتا على موقع ANN person (الإنجليزية)